# Нонакозановая кислота
 Нонакозановая кислота  (Нонакоциловая кислота) CH3(CH2)27COOH — одноосновная предельная карбоновая кислота.

## Нахождение в природе
Нонакозановая кислота выделяется из сахарно-тростникового воска (Saccharum officinarum L.) , содержится в коре и корнях южноамериканского дерева муира пуама (Ptychopetalum olacoides).

## Использование
Нонакозановая кислота используется в фармакологической промышленности.